# Opération Mondscheinsonate
Pour les articles homonymes, voir Clair de lune (homonymie).
Bombardements stratégiques durant la Seconde Guerre mondiale
Batailles
Front d'Europe de l'Ouest
- Campagnes du Danemark et de Norvège
- Bataille de France
- Bataille de Belgique
- Bataille des Pays-Bas
- Bataille d'Angleterre
- Blitz
- Opération Myrmidon
- Opération Ambassador
- Raid de Dieppe
- Sabordage de la flotte française à Toulon
- Bataille aérienne de Berlin
- Bataille de Normandie
- Débarquement de Provence
- Libération de la France
- Campagne de la ligne Siegfried
- Bataille du Benelux
- Poche de Breskens
- Bataille des Vosges (Bruyères)
- Bataille des Ardennes
- Bataille de Saint-Vith
- Siège de Bastogne
- Opération Bodenplatte
- Opération Nordwind
- Campagne de Lorraine
- Bataille d'Alsace (Forêt de la Hardt, Poche de Colmar Jebsheim)
- Campagne d'Allemagne
- Raid de Granville
- Libération d'Arnhem
- Bataille de Groningue
- Insurrection géorgienne du Texel
- Bataille de Slivice
- Capitulation allemande

Front d’Europe de l’Est

Campagnes d'Afrique, du Moyen-Orient et de Méditerranée

Bataille de l’Atlantique

Guerre du Pacifique

Guerre sino-japonaise

Théâtre américain
L'opération Mondscheinsonate (« Sonate au clair de lune » en allemand) est le nom donné par l'armée de l'air allemande au raid de bombardement de la ville de Coventry, dans le centre de l'Angleterre, dans la nuit du 14 au 15 novembre 1940, au cours du Blitz.
Le nom de l'opération est dû à la pleine lune qui régnait pendant cette même nuit, et à une partition célèbre de Beethoven, la sonate dite Au clair de lune.
Lors du bombardement, 449 bombardiers larguèrent 450 tonnes de bombes explosives et incendiaires. La ville fut très endommagée (4 330 logements détruits), 568 de ses 320 000 habitants furent tués et 723 blessés. La cathédrale Saint-Michel de Coventry commença à brûler vers 20 h. L'incendie aurait pu être combattu s'il n'avait pas été ravivé par de nouveaux bombardements plus tard dans la nuit et en fin de compte, la cathédrale fut complètement détruite. Une cathédrale moderne a été construite à côté des ruines, qui sont toujours visibles aujourd'hui. Les deux édifices communiquent, la partie en ruines ayant été aménagée et laissée volontairement en l’état, comme témoignage des destructions de la guerre.
Selon certains historiens reprenant un communiqué allemand de l'époque, ce raid contre une ville médiévale aurait été une riposte contre le bombardement du centre historique de Munich par des avions britanniques six jours plus tôt.
Une légende raconte que Winston Churchill aurait pris la décision de laisser bombarder la ville pour préserver le secret de la découverte du mode de chiffrement utilisé dans les communications de l'Axe (la fameuse Enigma), seuls des enfants étant évacués sous prétexte de camps de vacances. En réalité, Churchill a bien eu l'information d'un bombardement dans la nuit du 14 au 15 novembre 1940 mais il n'en connaissait pas le lieu. On pensait à l'époque que le bombardement toucherait la banlieue de Londres.
Plus tard, une expression apparaît pour parler de la technique utilisée par la Luftwaffe pour détruire les villes ennemies, la coventrisation (en référence au nom de la ville). Cette opération est aussi à l'origine du « dilemme de Coventry », la question étant de savoir jusqu’où l'on peut aller pour conserver un avantage stratégique.

## Trame de fond
Au commencement de la Seconde Guerre mondiale, Coventry était une ville industrielle d'environ 238 000 habitants. Comme la plupart des villes industrielles des Midlands de l'Ouest, la ville comptait de nombreuses usines sidérurgiques. Dans le cas de Coventry, cela comprenait des automobiles, des bicyclettes, des avions et depuis 1900, des usines de munitions. D'après les mots de l'historien Frederick Taylor : « Coventry… était de fait, d'après le peu de loi pouvant exister à ce sujet, une cible légitime pour un bombardement aérien ».
Pendant la Première Guerre mondiale, grâce à l'état d'avancement de l'industrie de la machine-outil pouvant être employée à des fins militaires et grâce à des industries telles Coventry Ordnance Works, il a été supposé que Coventry fut un des centres de fabrication de munitions les plus importants du Royaume-Uni, qui a par exemple fabriqué 25 % de tous les avions produits durant la guerre.
Comme de nombreuses villes des Midlands de l'Ouest anglais, qui ont été industrialisées durant la révolution industrielle, le développement industriel s'est produit avant que les règlements de zonage entrent en vigueur. Les usines de petite et moyenne taille étaient construites dans les mêmes rues que les maisons des travailleurs et des commerces du centre-ville. Toutefois, il y avait déjà durant l'entre-deux-guerres de grands quartiers d'habitations privées et à loyer modéré, relativement isolées des constructions industrielles résultant de leur construction après que les règlements de zonage eurent acquis force de loi.
Après le bombardement de Rotterdam, le RAF Bomber Command fut autorisé à attaquer des cibles allemandes à l'est du Rhin le 15 mai 1940 ; le ministre de l'Air autorisa le maréchal de l'Air Charles Portal à attaquer des cibles dans la Ruhr, comprenant des installations pétrolières et autres cibles industrielles civiles participant à l'effort de guerre allemand, comme les hauts-fourneaux (auto-éclairants la nuit),. Le motif sous-jacent était d'attirer les forces aériennes allemandes loin du front français. Winston Churchill expliqua la rationalité de cette décision par une lettre de ses homologues français datée du 16 mai 1940 : « J'ai examiné aujourd'hui avec le Cabinet de Guerre et tous les experts la requête que vous m'avez faite la nuit dernière et ce matin pour plus d'escadrons de combat. Nous sommes tous d'accord avec le fait qu'il est préférable d'attirer l'ennemi sur cette île en frappant ses points vitaux, et ainsi d'aider la cause commune ». À cause des sites britanniques de bombardement inadéquats, les frappes ayant suivi « ont eu l'effet de raids de terreur sur les villes et les villages ». La Luftwaffe commença à attaquer des cibles de jour dans les îles Britanniques le 1er juillet 1940,; les Anglais posent le 10 juillet 1940 comme début de la bataille d'Angleterre, le Blitz commençant le 7 septembre 1940.